# Janvilliers
Janvilliers je francouzská obec v departementu Marne v regionu Grand Est. Žije zde 159 obyvatel.

## Geografie

### Sousední obce
| Růžice kompasu | Corrobert   | Margny | La Chapelle-sous-Orbais | Růžice kompasu |
| Růžice kompasu |             | Sever  | Fromentières            | Růžice kompasu |
| Růžice kompasu | Janvilliers |        | Fromentières            | Růžice kompasu |
| Růžice kompasu | Jih         |        | Fromentières            | Růžice kompasu |
| Růžice kompasu | Vauchamps   |        | Le Thoult-Trosnay       | Růžice kompasu |